# Phyllidia marindica
Phyllidia marindica is een slakkensoort uit de familie van de Phyllidiidae. De wetenschappelijke naam van de soort is voor het eerst geldig gepubliceerd in 1991 door Yonow & Hayward.